# Motel Hell
Motel Hell is een Amerikaanse horror-komedie uit 1980 onder regie van Kevin Connor. Actrice Nancy Parsons werd voor haar bijrol hierin als 'Ida Smith' genomineerd voor een Saturn Award.

## Verhaal
Broer en zus Vincent en Ida Smith bestieren samen zowel een boerderij als het naastgelegen motel. Hij verkoopt vleeswaren die hij in werkelijkheid maakt van mensen, die hij met verschillende listen in de val lokt. Zijn zus staat hem hierin bij.

## Rolverdeling
| Acteur        | Personage       |
| ------------- | --------------- |
| Rory Calhoun  | Vincent Smith   |
| Nancy Parsons | Ida Smith       |
| Paul Linke    | Bruce Smith     |
| Nina Axelrod  | Terry           |
| Wolfman Jack  | Eerwaarde Billy |